# Plaça de la Quartera (Falset)
La Plaça de la Quartera és una obra de Falset (Priorat) protegida com a Bé Cultural d'Interès Local.

## Descripció
Espai públic de planta trapezoidal, format per edificis porxats amb habitatges i botigues. A una banda hi ha l'Ajuntament, que és la construcció de més qualitat de la plaça. Al centre hi ha una zona enjardinada. Hi conflueixen cinc carrers. No hi ha una unitat estilística pel que fa als edificis.

## Història
El nom de la plaça prové de la pica de pedra que servia per mesurar el gra que hi havia al centre de la plaça. Actualment, aquesta pedra es troba al museu. Amb la modernització de la plaça de la Quartera al 1880 hom hi col·locà els fanals de cinc braços que en aquell moment funcionaven amb gas.